# Globulo Rosso (personaggio)
Globulo Rosso è un personaggio a fumetti creato nel 1966 dal disegnatore Massimo Fecchi.
Le sue storie, tutte ambientate nel corpo umano, riguardano prevalentemente la rivalità tra  globuli rossi e  globuli bianchi.

## Riconoscimenti
Globulo Rosso è stato premiato al  Lucca Comics nel 1967.